# Lutz Schwiers
Lutz Schwiers (* 18. Juni 1904 in Bremen; † 13. Februar 1983 in Hamburg) war ein deutscher Schauspieler.

## Leben
Schwiers wurde als Sohn des Bremer, später Stettiner Fabrikanten Friedrich Schwiers geboren und studierte Rechtswissenschaften und Volkswirtschaft in München und Berlin. Während seines Studiums wurde er 1924 Mitglied der Burschenschaft Rhenania München. Er entschied sich dafür, eine Schauspielausbildung zu machen, unter anderem wurde er von Leopold Jessner unterrichtet und ging an das Max-Reinhardt-Seminar in Wien. Als Schauspieler war er in Halberstadt, Mainz, Bonn, Koblenz, Düren und Stettin tätig. 1937 wurde er Mitglied der NSDAP (Mitgliedsnummer 4.918.106). 1941 musste er Militärdienst leisten, weshalb er nicht mehr als Oberspielleiter in Krefeld tätig werden konnte. Nach dem Zweiten Weltkrieg gründete er in Marburg eine Schauspielgruppe mit, aus der sich später das Marburger Schauspiel entwickelte. Zu seinem Wirkungskreis gehörten auch Neuwied und Rendsburg.
Schwiers war von 1959 bis 1979 am Altonaer Theater als Charakterdarsteller tätig. Seine Tochter war die Schauspielerin Ellen Schwiers und sein Sohn ist Holger Schwiers.

## Filmografie (Auswahl)
- 1969: Polizeifunk ruft – Achtung – Explosionsgefahr
- 1969: Doppelagent George Blake
- 1970: Polizeifunk ruft – Falscher Alarm